# Kurt Sauerland
Kurt Sauerland (* 12. Januar 1905 in Köln; † 22. März 1938 in  Moskau) war ein deutscher kommunistischer Politiker, Journalist und Schriftsteller, der während der Stalinschen Säuberungen verhaftet und hingerichtet wurde.

## Leben
Der Sohn eines Oberpostbeamten studierte nach dem Realgymnasium Ökonomie, Geschichte und Philosophie. 1923 trat er in die KPD ein, wo er von Mai 1923 bis Anfang 1927 im Nachrichtendienst tätig war. Ab Sommer 1927 bis Sommer 1928 arbeitete Sauerland im Landesvorstand der Internationalen Arbeiterhilfe (IAH) in Köln und im Ortsvorstand der Liga gegen Imperialismus und für die nationale Unabhängigkeit.
1928 heiratete er die Kommunistin Friedel Lange, mit der einen Sohn (Karol Sauerland) hatte.
Im Oktober 1928 wurde er zum Leiter des Internationalen Sozialpolitischen Archivs beim Zentralkomitee der IAH berufen. Von März 1929 bis Januar 1931 gehörte er dem Sekretariat des ZK der IAH an. Im Mai 1929 wurde er Chefredakteur der Zeitschrift Der rote Aufbau, die im Münzenberg-Konzern erschien. Während eines Aufenthaltes in London wurde er verhaftet und ausgewiesen. Ab Oktober 1931 war er offiziell Mitglied des Reichsvorstandes der IAH.
Sauerland gilt als einer der stalinistischen Chefideologen der KPD. Er veröffentlichte 1932 das Pamphlet Der dialektische Materialismus, mit dem sich u. a. der ungarische Kommunist Gyula Alpári kritisch auseinandersetzte und das 1978 von der neuen Linken nachgedruckt wurde.

### Emigration aus dem Dritten Reich
Nach der Machtübergabe an die NSDAP emigrierte Sauerland mit seiner Frau Ende März 1933 nach Paris. Dort arbeitete er als Redakteur der Zeitschrift Unsere Zeit und zugleich als freier Schriftsteller. Im August 1934 ging er mit seiner Frau in die Sowjetunion, wo das Ehrenmitglied der Akademie der Wissenschaften der UdSSR als Emigrant anerkannt wurde. Unter dem Parteinamen „Karl Stockinger“ war er Mitarbeiter des Verlags des Exekutivkomitees der Kommunistischen Internationale in der Abteilung des ungarischen Kommunisten Béla Kun. Mit seiner Frau und seinem 1936 geborenen Sohn Karol Sauerland wohnte er wie viele Emigranten im Moskauer Hotel Lux.

### Opfer des Stalinismus
Kurt Sauerland wurde während des Großen Terrors am 15. Mai 1937 im Rahmen der Stalinschen Säuberungen verhaftet, am 22. März 1938 vom Militärtribunal des Obersten Gerichts der UdSSR wegen „Teilnahme an konterrevolutionärer terroristischer Tätigkeit“ zum Tode verurteilt und am gleichen Tag erschossen.

## Werke
- Rudolf Feistmann: Der SPD-Apparat. 300000 Posten zu vergeben. Mit einem Nachwort von Kurt Sauerland. Verlag des Zentralkomitees der IAH,  Berlin 1929 (Beihefte zum „Roten Aufbau“ 2)
- Bankrutstvo burzuaznoï filosofiï. Filosofija kapitalizmu dobi zanepadu. Pereklav O. Soboliv. Red. Petra Demcuka. Proletar, Charkiv, Kiïv 1931 (Einheitssachtitel: Der Bankerott der bürgerlichen Philosophie)
- Der dialektische Materialismus. Bd. 1. Schöpferischer oder dogmatischer Marxismus? Neuer deutscher Verlag, Berlin 1932 (Universum-Bücherei für alle)